# Abu Abbas
Muhammad Zaidan (* 10. Dezember 1948 in Safed, Israel; † 8. März 2004 nahe Bagdad, Irak), besser bekannt unter seinem Kampfnamen (Kunya) Abu Abbas, war der Gründer und Führer der Palästinensischen Befreiungsfront (PLF). Er gilt als Drahtzieher der Entführung des italienischen Kreuzfahrtschiffes Achille Lauro am 7. Oktober 1985.
Zaidan wuchs in einem palästinensischen Flüchtlingslager in Syrien auf und studierte an der Universität von Damaskus arabische und englische Literatur. 1968 trat er der Volksfront zur Befreiung Palästinas – Generalkommando (PFLP–GC) unter der Führung von Ahmad Dschibril bei. 1977, im Zeichen wachsender Spannungen zwischen der PFLP-GC, der PLO und anderer Splittergruppen der Palästinenser, verließ er die PFLP, da er das syrische Eingreifen im Libanesischen Bürgerkrieg ablehnte, und gründete die PLF. Diese spaltete sich später temporär in drei eigene Gruppen. Zaidans Flügel der PLF verlagerte sein Hauptquartier nach Tunesien.
Für die Entführung der Achille Lauro wurde Zaidan von Italien in Abwesenheit zu einer lebenslangen Haft verurteilt. Da er den Osloer Friedensprozess unterstützte, wurde ihm 1996 von Israel kurzfristig erlaubt, nach Gaza einzureisen, wo er sich für die Entführung des Schiffes und den Mord an Leon Klinghoffer entschuldigte. Allerdings wurde er weiterhin terroristischer Aktivitäten verdächtigt. Dem israelischen Geheimdienst zufolge soll er Familien von Selbstmordattentätern mit Geldern unterstützt und die PLF im Irak Ausbildungslager betrieben haben.
Am 15. April 2003 wurde Zaidan von US-Spezialtruppen in Bagdad festgenommen, wo er jahrelang unter dem Schutz des gestürzten Machthabers Saddam Hussein gelebt hatte. Er starb am 8. März 2004 im US-Militärgewahrsam nahe Bagdad an den Folgen einer Herzkrankheit.